# Eric Leman
Eric Leman (Ledegem, Flandes Occidental, 17 de juliol de 1946) és un ciclista belga, ja retirat, que fou professional entre 1968 i 1977. El seu germà petit, Luc, també va ser ciclista professional.
Especialista en les clàssiques flamenques posseeix el rècord de tres victòries al Tour de Flandes, el 1970, 1972 i 1973, juntament amb Achiel Buysse, Fiorenzo Magni, Johan Museeuw, Fabian Cancellara i Tom Boonen i Mathieu van der Poel. En el seu palmarès també destaquen cinc victòries d'etapa al Tour de França i una a la Volta a Espanya.

## Palmarès
- 1968
  - 1r a la Kuurne-Brussel·les-Kuurne
  - 1r a la Porto-Lisboa
  - 1r a la Gullegem Koerse
  - Vencedor d'una etapa dels Quatre dies de Dunkerque
  - Vencedor d'una etapa del Tour de França
- 1969
  - 1r a l'A través de Bèlgica
  - Vencedor de 4 etapes de la Volta a Andalusia
  - Vencedor d'una etapa del Tour de França
  - Vencedor d'una etapa de la París-Niça
- 1970
  - 1r al Tour de Flandes
  - 1r al Gran Premi Briek Schotte
  - Vencedor d'una etapa de la París-Niça
  - Vencedor de 2 etapes de la Volta a Andalusia
  - Vencedor d'una etapa de la Volta a Bèlgica
- 1971
  - 1r al Campionat de Flandes
  - 1r a la Gullegem Koerse
  - 1r al Circuit de les Ardenes flamenques - Ichtegem
  - 1r al Circuit Mandel-Leie-Schelde
  - Vencedor de 2 etapes del Critèrium del Dauphiné Libéré
  - Vencedor de 3 etapes de la París-Niça
  - Vencedor de 2 etapes de la Volta a Andalusia
  - Vencedor de 3 etapes del Tour de França
- 1972
  - 1r al Tour de Flandes
  - 1r al Gran Premi de València
  - Vencedor d'una etapa dels Quatre dies de Dunkerque
  - Vencedor de 2 etapes de la París-Niça
  - Vencedor d'una etapa de la Volta a Bèlgica
- 1973
  - 1r al Tour de Flandes
  - Vencedor d'una etapa de la París-Niça
- 1974
  - Vencedor d'una etapa de la París-Niça
  - Vencedor d'una etapa de la Volta a Espanya
- 1975
  - Vencedor d'una etapa de la París-Niça
- 1976
  - 1r al Circuit del Centre de Flandes
- 1977
  - Vencedor d'una etapa de la Volta a Aragó

### Resultats al Tour de França
- 1968. 52è de la classificació general. Vencedor d'una etapa
- 1969. 79è de la classificació general. Vencedor d'una etapa. 1r de la Classificació dels punts calents
- 1970. Abandona (8a etapa)
- 1971. 91è de la classificació general. Vencedor de 3 etapes
- 1974. Abandona (12a etapa)

### Resultats a la Volta a Espanya
- 1973. 55è de la classificació general
- 1974. 22è de la classificació general. Vencedor d'una etapa
- 1975. Abandona (19a etapa)
- 1976. Abandona (4a etapa)